# Канарина канарская
Канарина канарская (лат. Canarina canariensis) — вид цветковых растений семейства колокольчиковых, широко известный как канарский колокольчик. Канарина канарская является эндемиком Канарских островов.

## Описание
Канарина канарская представляет собой травянистый многолетник с гладкими листьями. Листья супротивные, черешковые, треугольные или гастатические с зубчатыми краями. Латекс присутствует. Прилистников нет. Цветки пазушные, одиночные, колокольчатые, 3-6 см длиной, оранжевые (темнеют при высыхании). Он имеет толстый клубневидный корень, из которого ежегодно образуются полые стебли длиной около 3 м.
Плоды крупные яйцевидные, сочные ягоды, при созревании оранжевые, съедобные.
Опыляются птицами семейства воробьиных.

## Выращивание
Этот вид ценится в культивировании за его привлекательные темно-оранжевые колокольчатые цветы. Поскольку он не переносит температур ниже 0 °C, в умеренных регионах его необходимо выращивать под стеклом. Может достигать 1,5 метра в высоту. В Великобритании он получил награду Королевского садоводческого общества Award of Garden Merit.

## Галерея

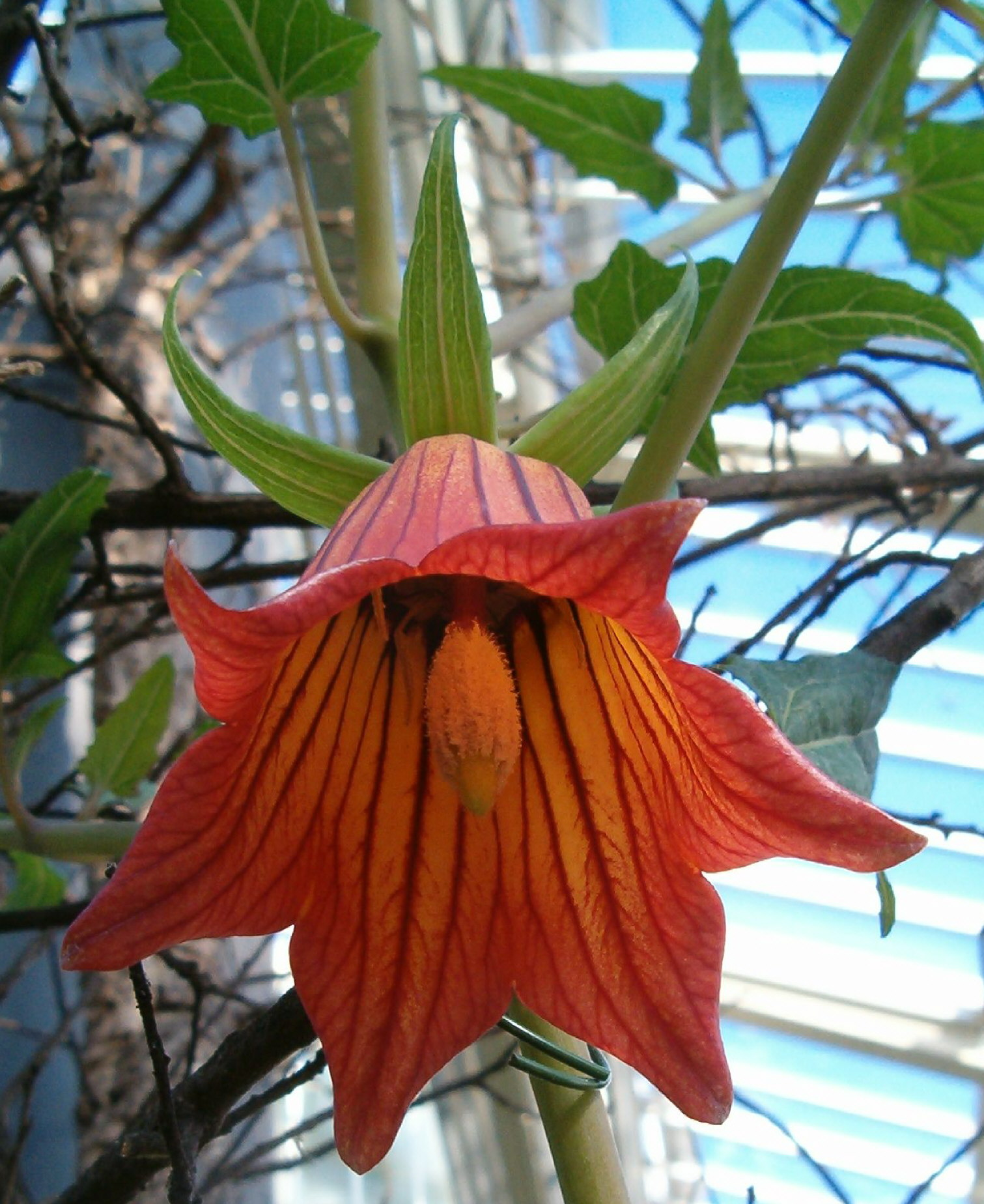
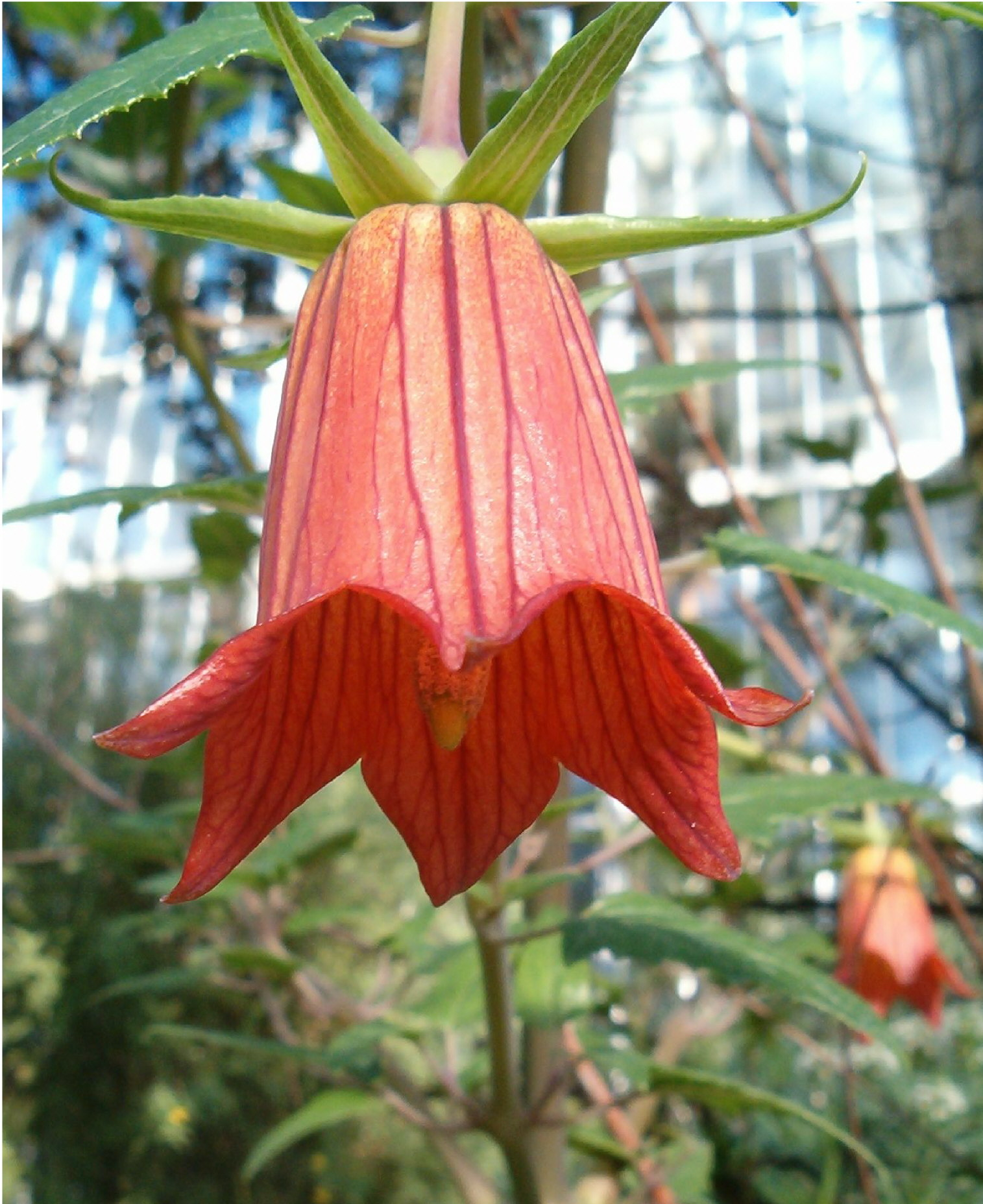
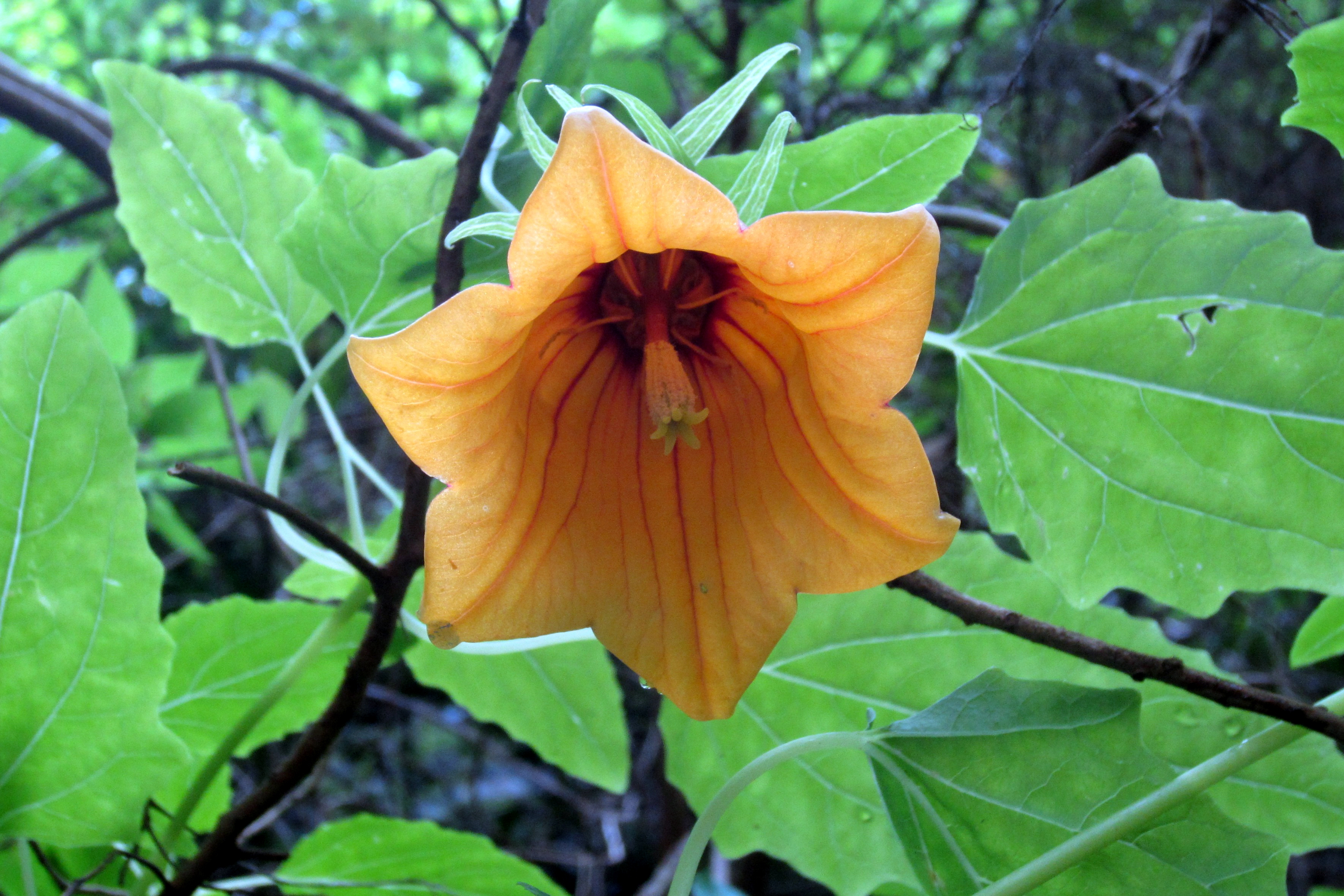
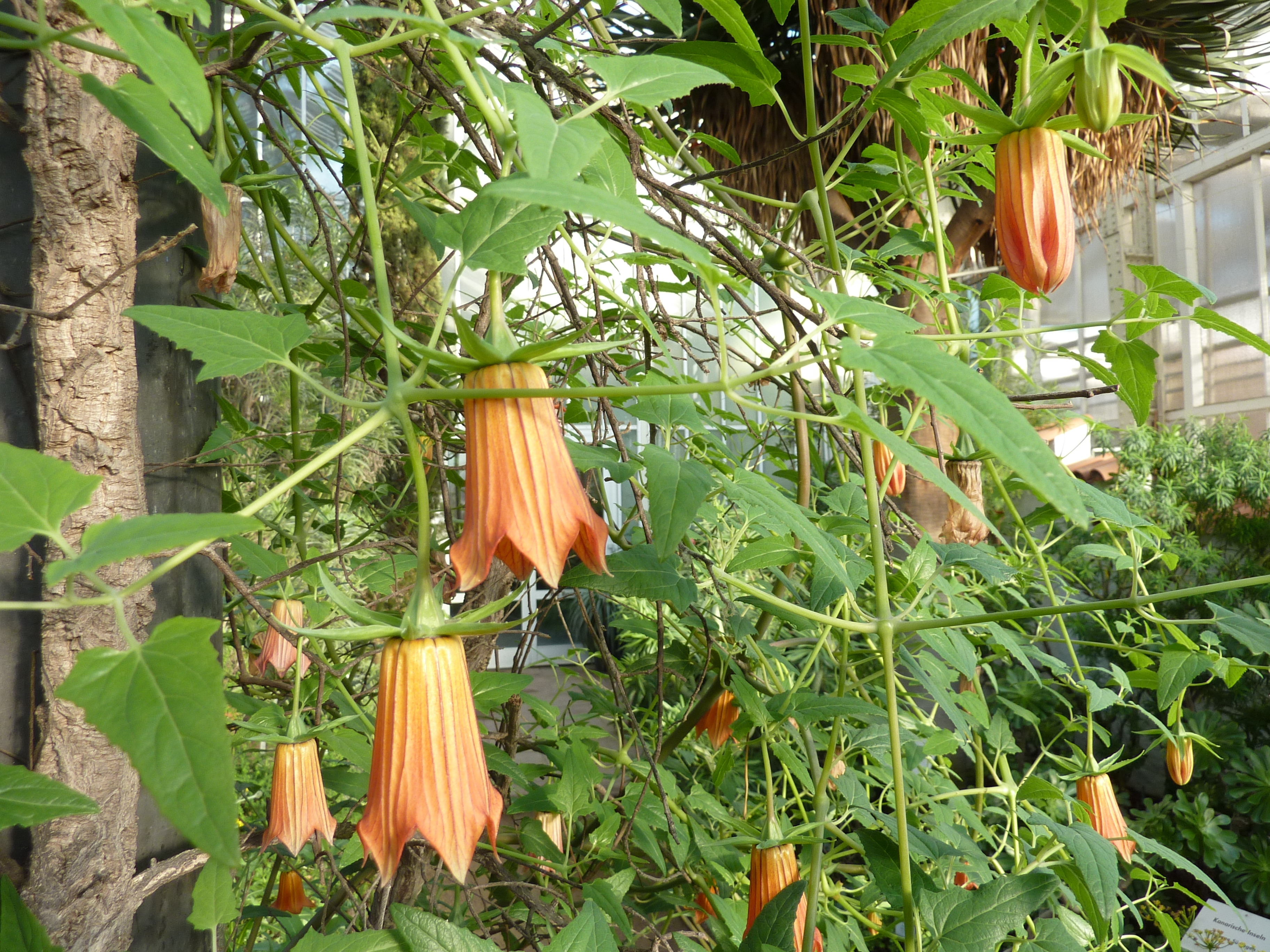
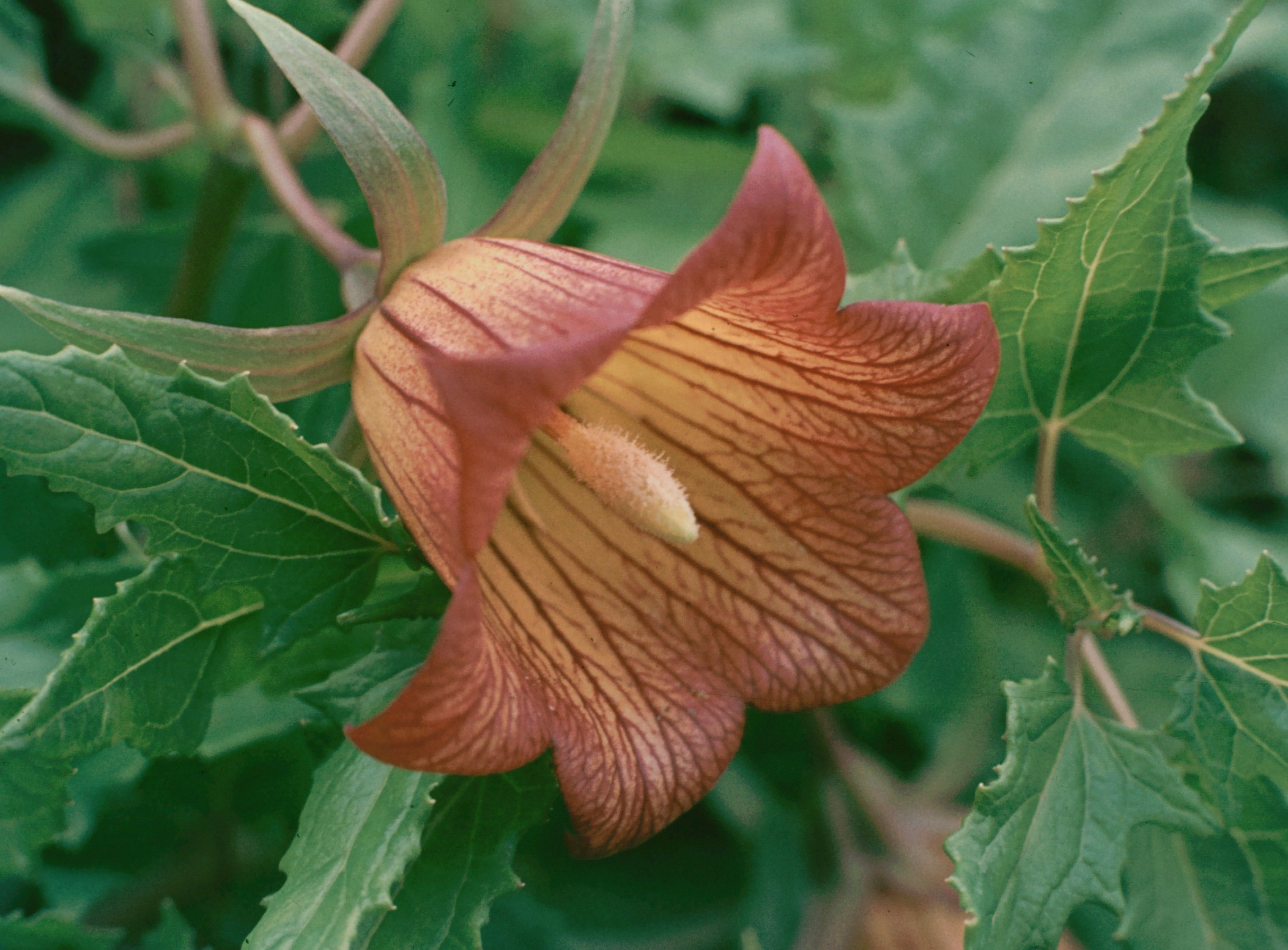
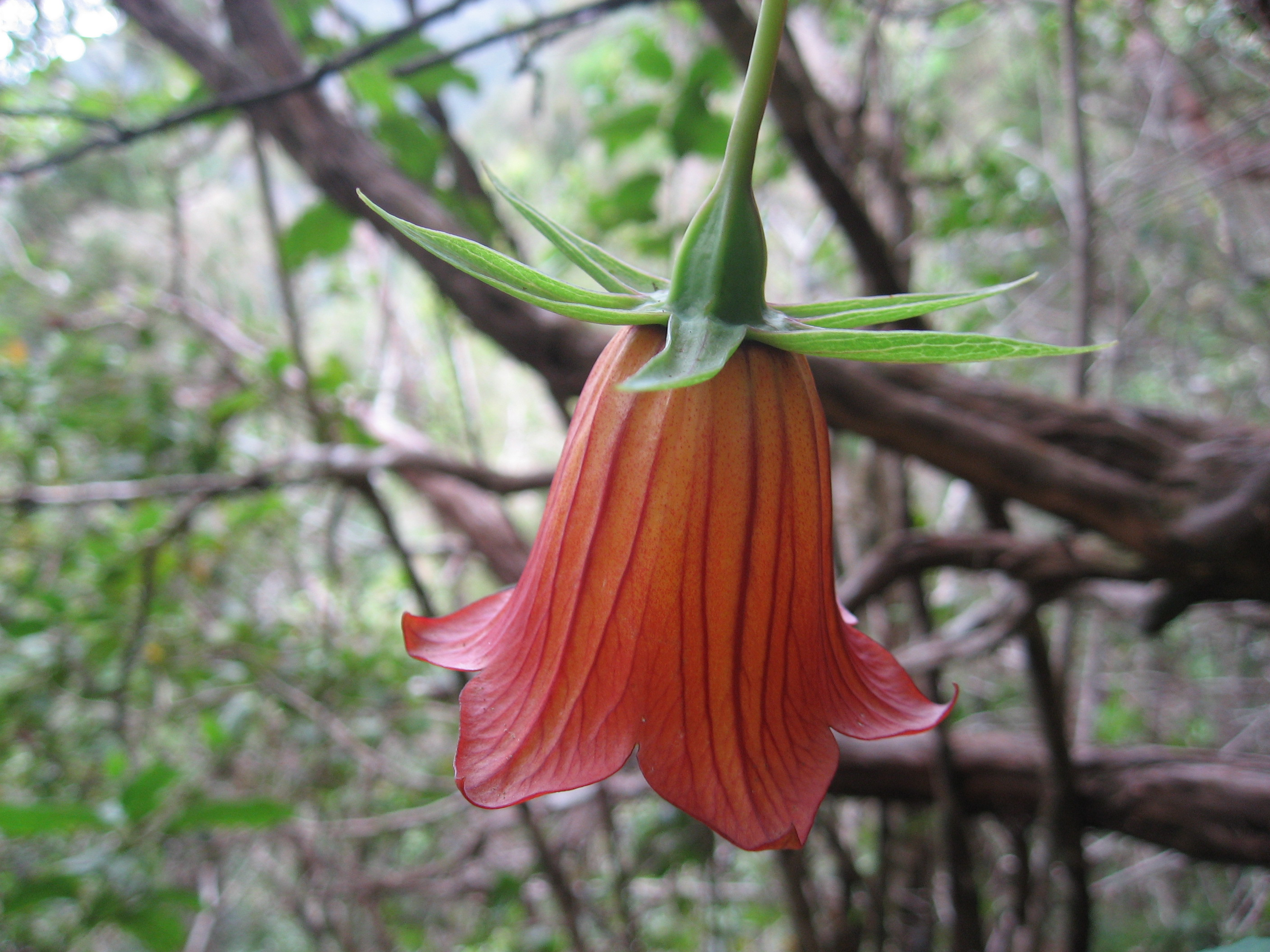
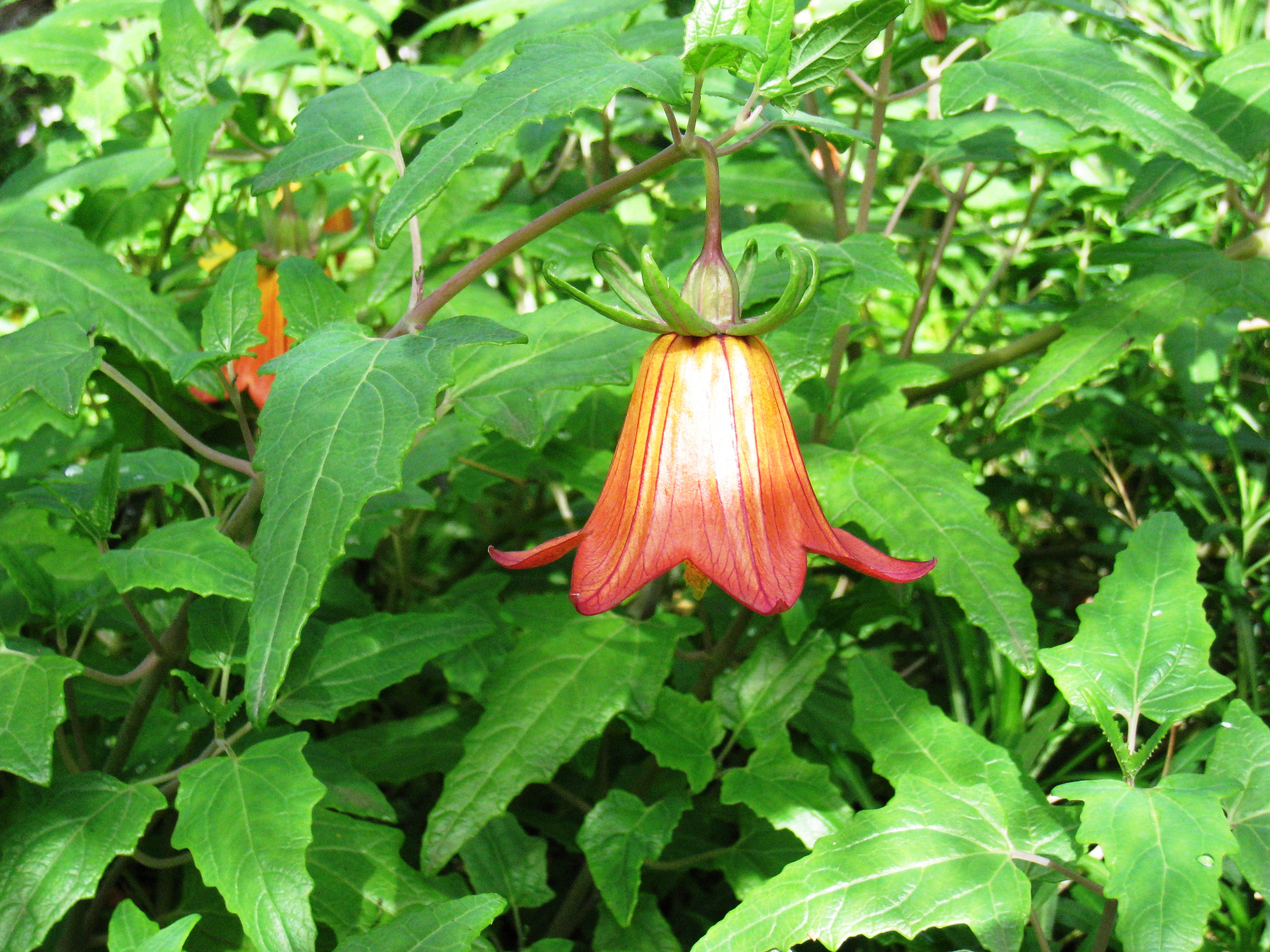
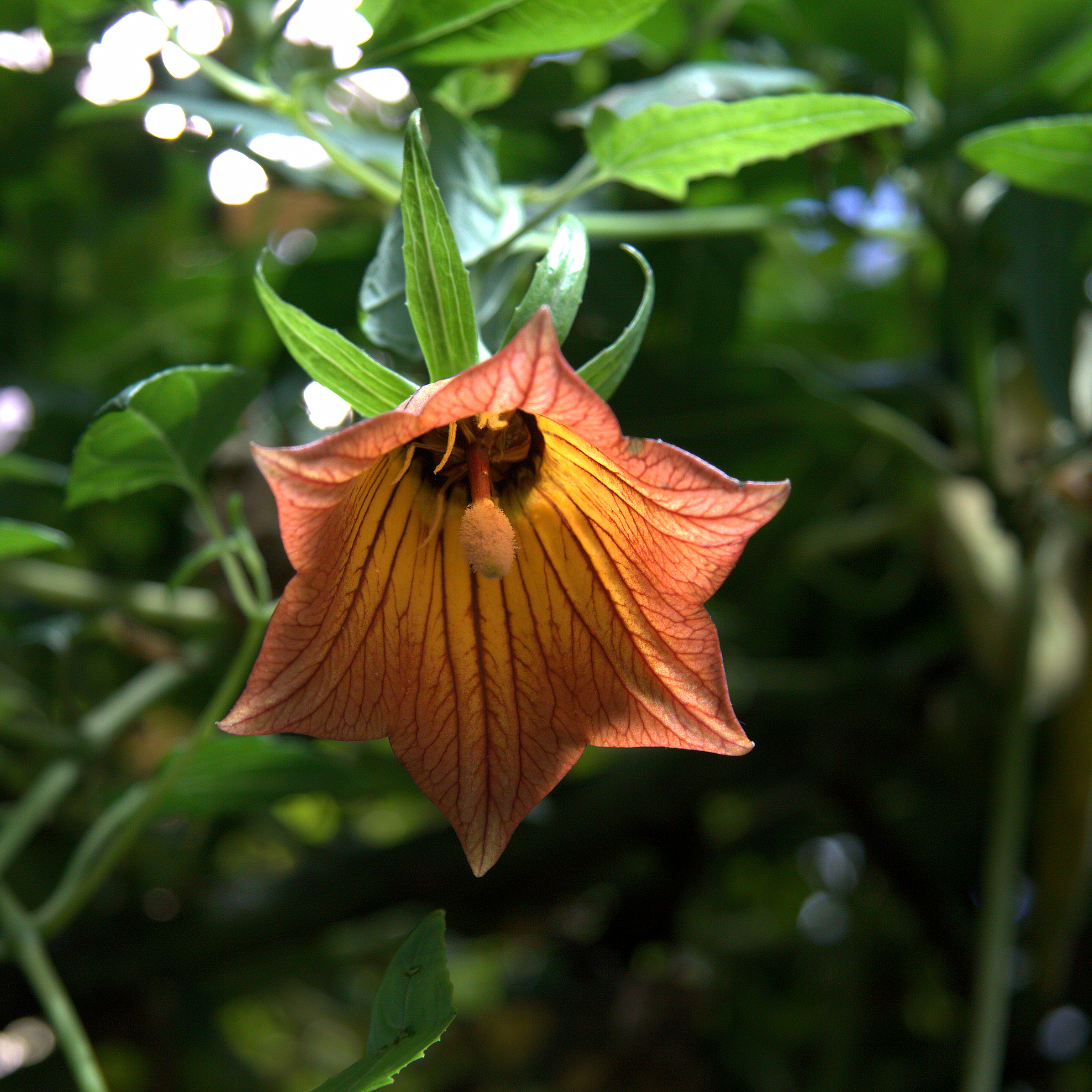
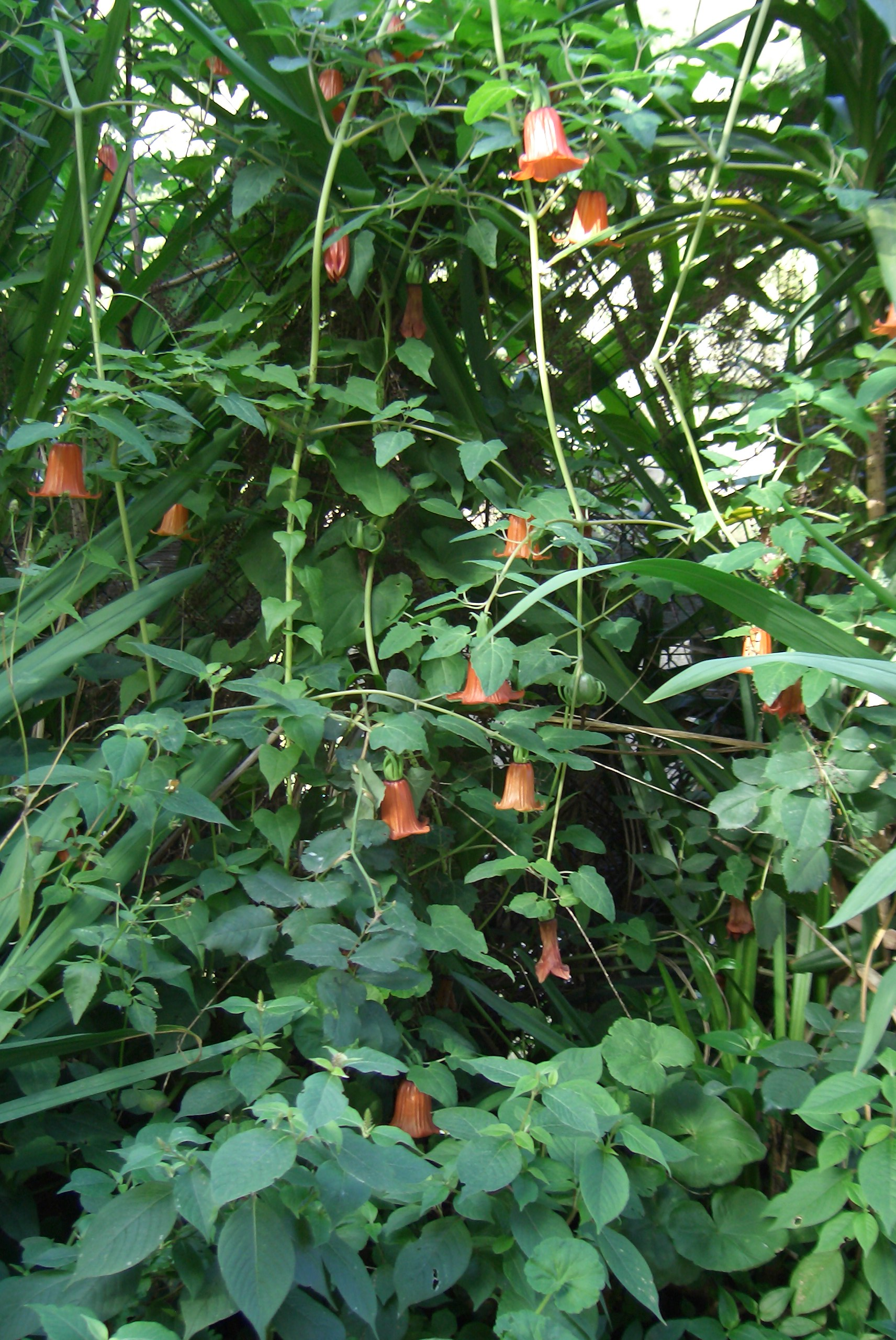
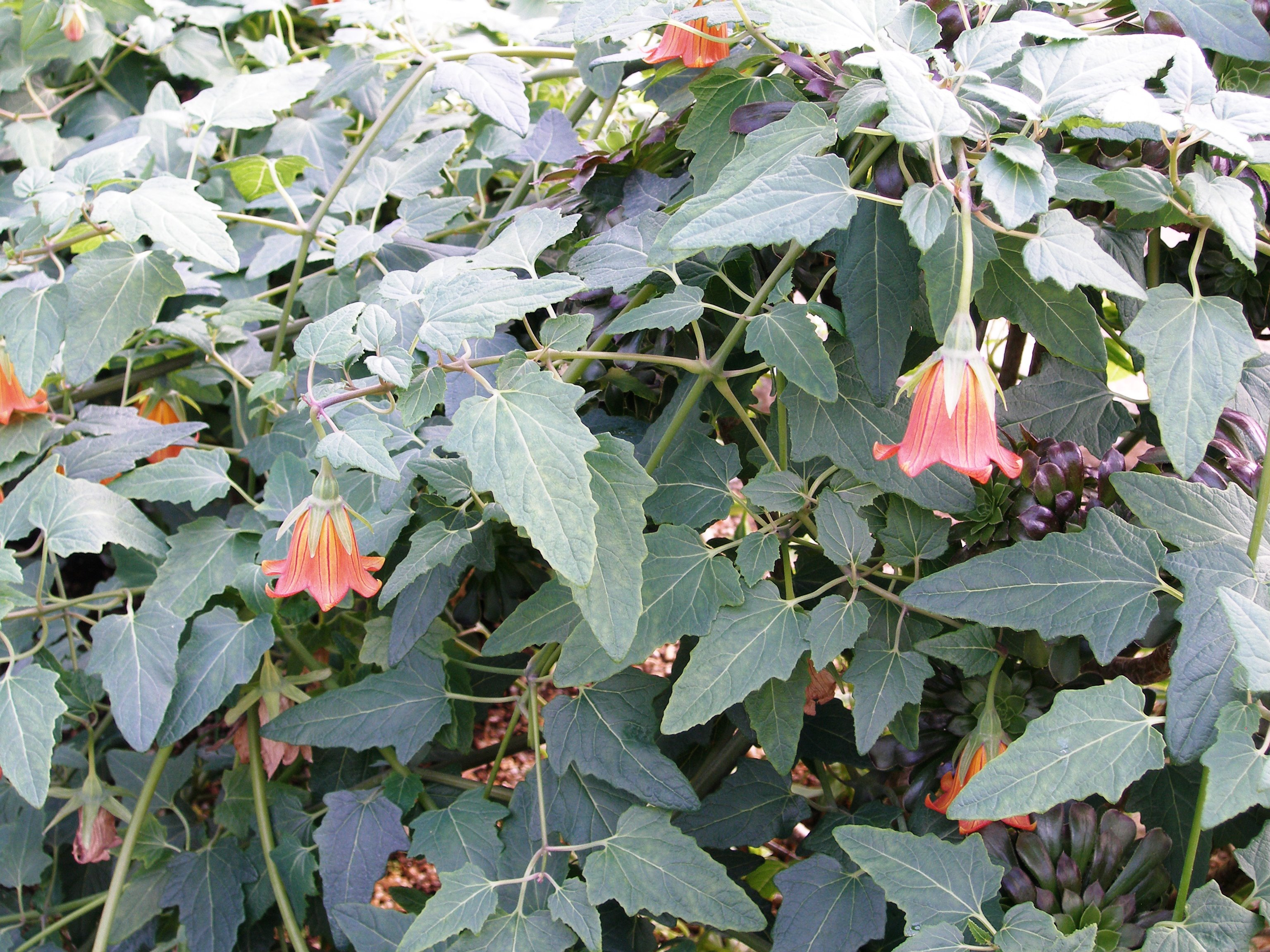
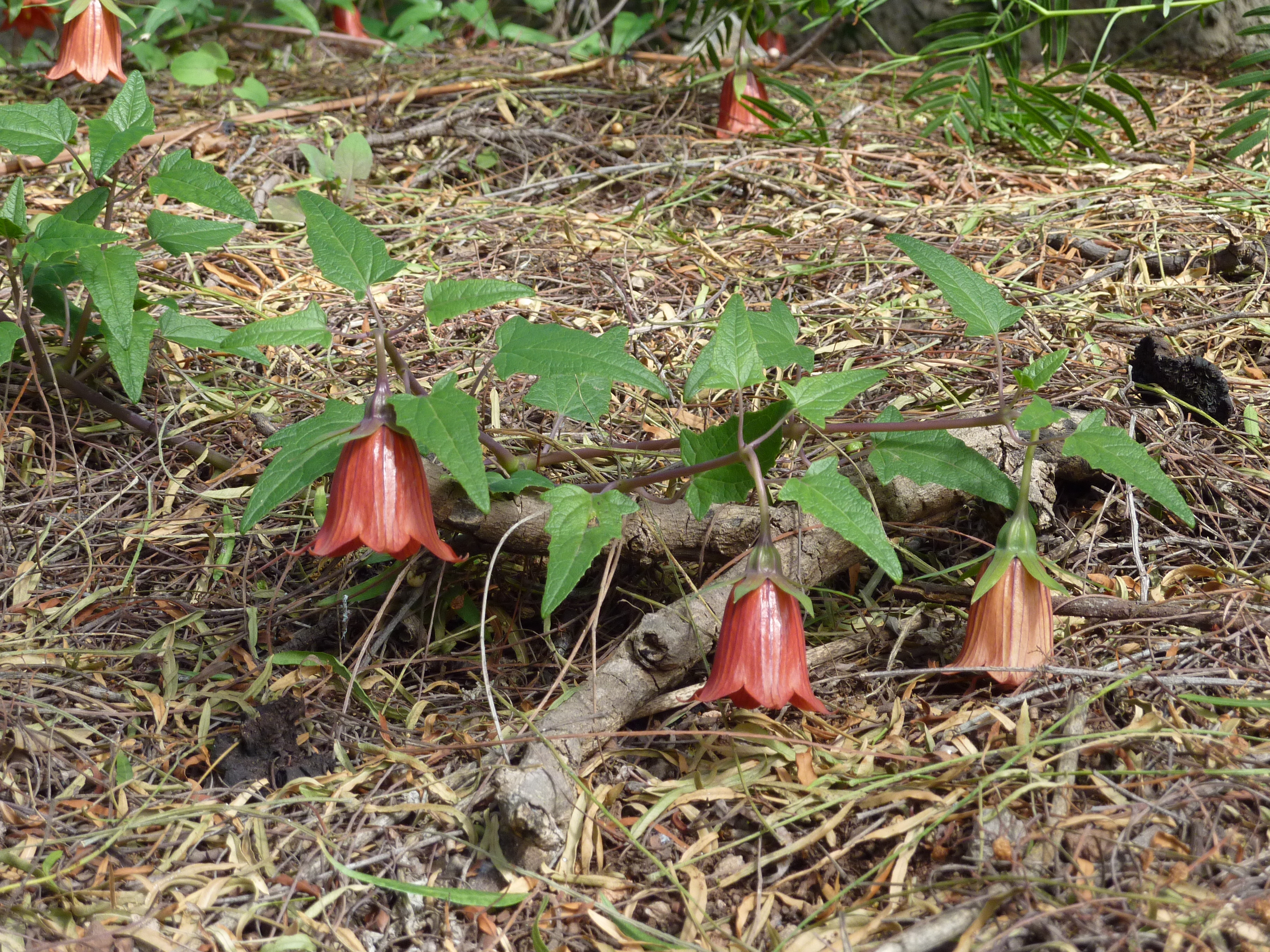
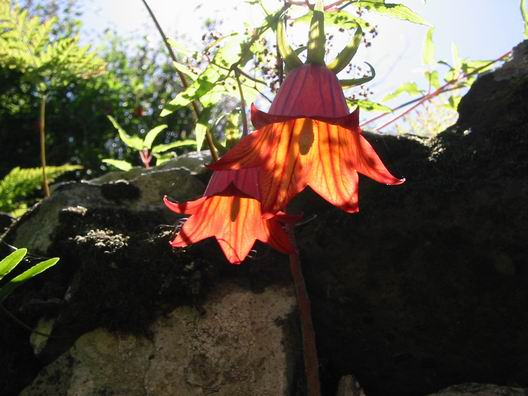
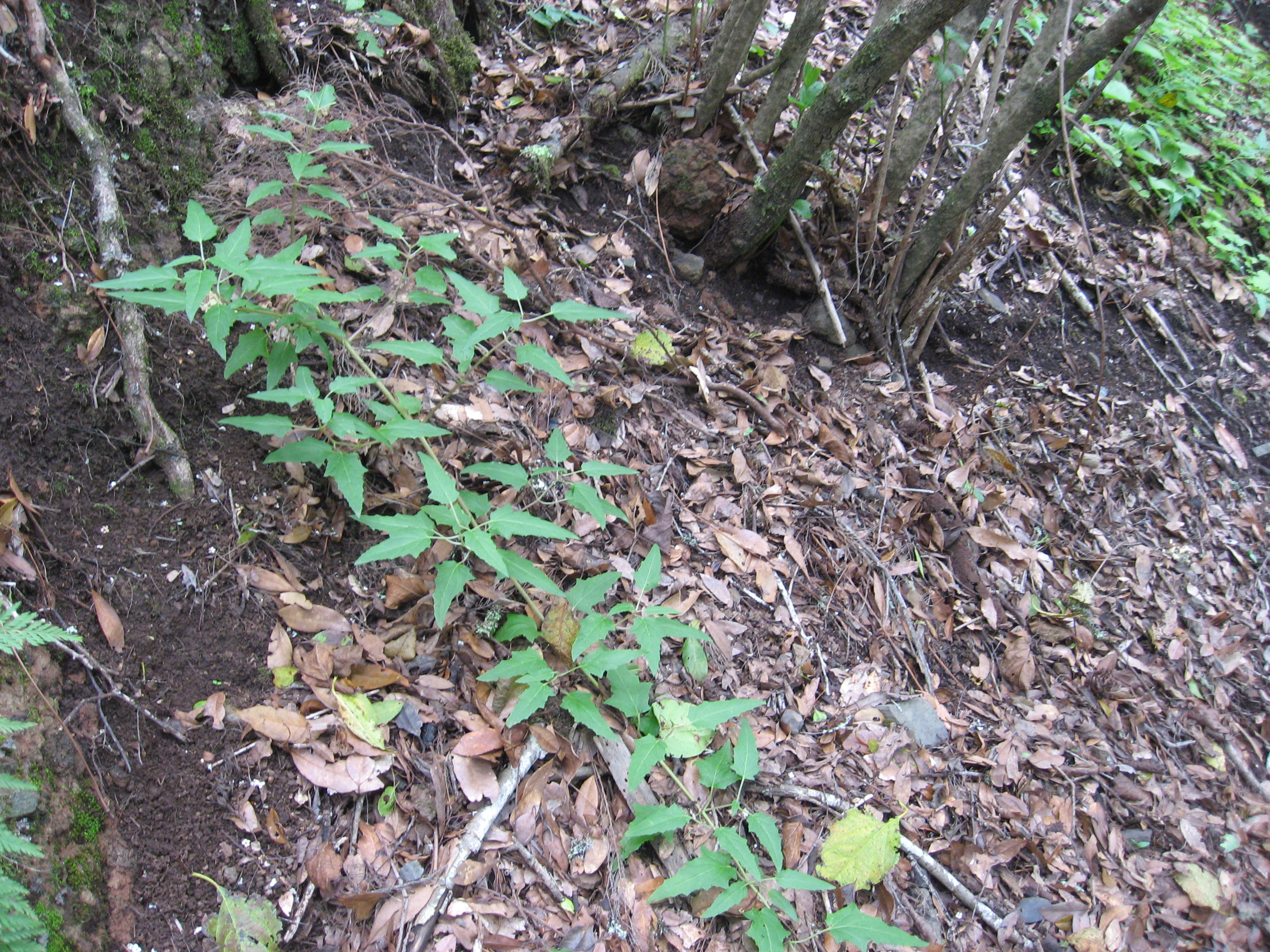
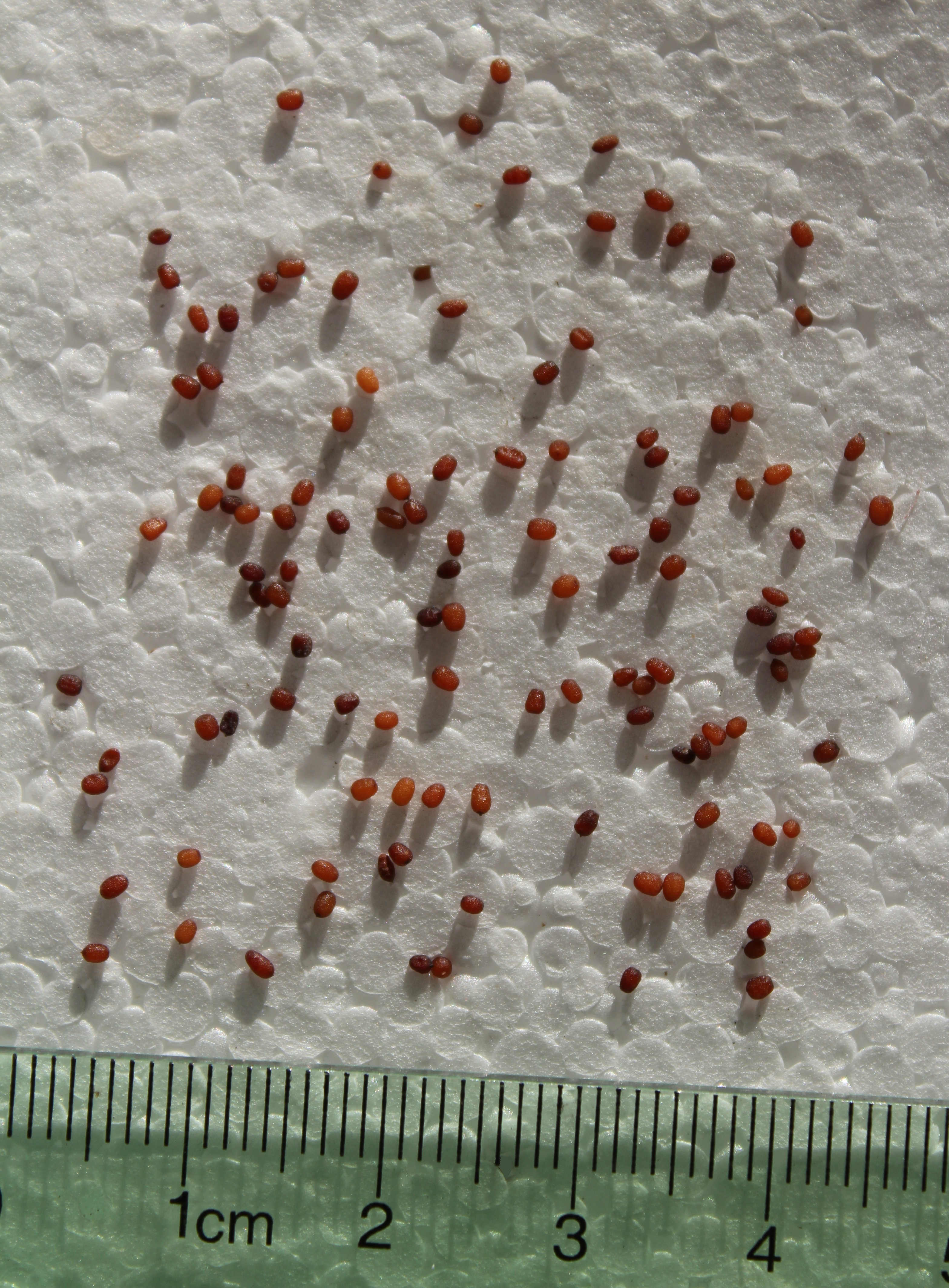
Семена
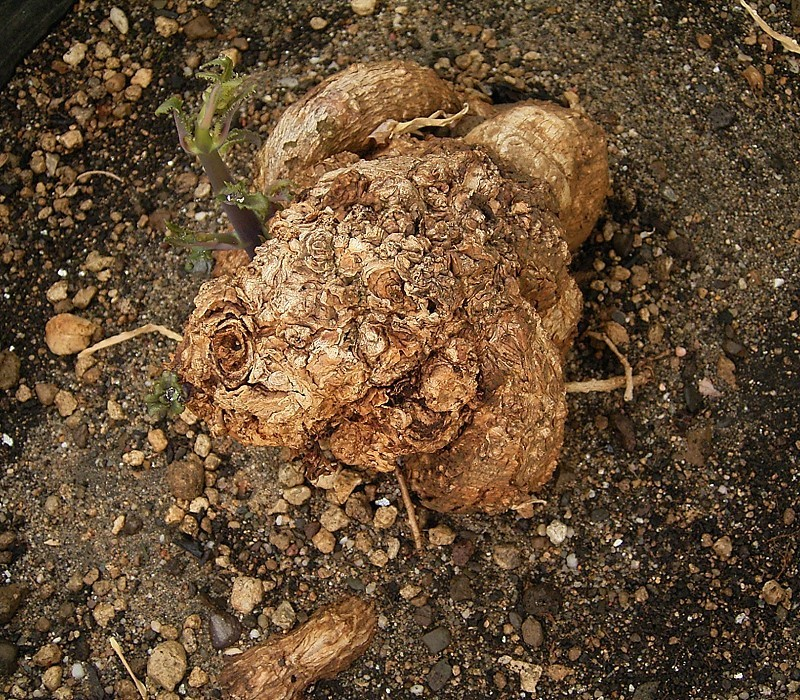
Клубневый корень
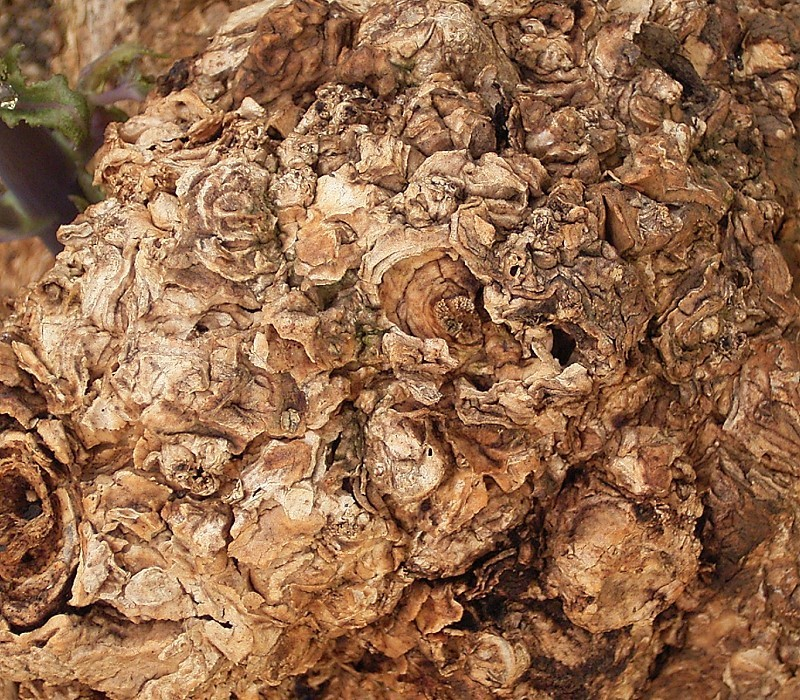
Клубневый корень